# 덧셈

덧셈을 설명할 때 자주쓰는 그림

덧셈(현대 수학에서 더하기표 +로 자주 표현된다.)은 산술의 기본 연산 중의 하나로, 뺄셈과 곱셈, 나눗셈과 함께 대표되는 사칙연산이다. 두 개의 수를 받아서 두 수의 합인 하나의 수를 내는 연산이다. 옆의 그림에서 위쪽의 3개의 사과와 아래쪽의 2개의 사과를 덧셈하면(더하면) 사과 5개가 된다. 이를 수학적으로 표현하면 3+2=5가 된다.(말로 표현할 때는 "삼 더하기 이는 오"라고 한다.)

## 수의 덧셈
덧셈은 보통 덧셈기호 +의 양 옆에 숫자를 넣는 중위 표기법으로 표현한다. 그리고 그 결과를 등호기호 =의 오른쪽에 넣어서 표현한다.
{\displaystyle 1+1=2}
{\displaystyle 1+2+3=6}
관습적으로 대분수의 경우 따로 덧셈기호가 없어도 앞의 수와 뒤의 분수가 더해진 수라고 생각한다.
{\displaystyle 3{\frac {1}{2}}=3+{\frac {1}{2}}}
두 자연수의 덧셈은 자연수의 순서에 맞게 그 순서를 더한다.
{\displaystyle 3+4=}세번째 수+네번째 수=일곱번째 수{\displaystyle =7}
두 자리수 이상의 자연수의 덧셈은 각각의 자리수를 더해서 구할 수 있다.
{\displaystyle 145+231=100+200+40+30+5+1=300+70+6=376}
두 분수의 덧셈은 분모가 같은 경우 분자끼리 더한다.
{\displaystyle {\frac {1}{4}}+{\frac {3}{4}}={\frac {1+3}{4}}={\frac {4}{4}}=1}
분모가 다른 경우 두 분모가 최소공배수가 되는 값을 각각의 분수의 분모와 분자에 곱해서 더한다.
{\displaystyle {\frac {3}{7}}+{\frac {2}{5}}={\frac {3\times 5}{7\times 5}}+{\frac {2\times 7}{5\times 7}}={\frac {15}{35}}+{\frac {14}{35}}={\frac {29}{35}}}

## 받아올림
두 자리 수 이상의 자연수를 더할 때, 같은 자리의 숫자끼리의 합이 10 이상이 되면 받아올림이 필요하다. 예를 들어 27 + 59를 계산할 때, 먼저 일의 자리 숫자끼리 계산하면 16이 되므로 6을 일의 자리 숫자에 적고, 1을 받아올린다. 그리고 십의 자리 숫자끼리 계산할 때 일의 자리에서 받아올린 수까지 함께 더하여 8이 되므로 8을 십의 자리 숫자에 적는다.
```
  ¹
  27
+ 59
————
  86
```

## 소수의 덧셈
소수의 덧셈은 다음과 같다. 소수점이 같은 위치에 오도록 적고, 한 수에만 빈 자리가 있으면 그 자리에 0을 적는다. 그 다음에는 자연수의 덧셈과 마찬가지로 같은 자리의 숫자까리 더하되 필요한 경우 받아올림을 한다. 소수점은 더한 수와 같은 위치에 찍는다. 예를 들어 45.1 + 4.34는 다음과 같이 계산한다.
```
   4 5 . 1 0
+  0 4 . 3 4
————————————
   4 9 . 4 4
```

## 수학적 정의
덧셈은 두 개의 원소를 받아 하나의 원소를 내는 이항연산이다. 자연수, 정수, 유리수, 실수, 복소수는 각기 다른 대수구조를 가지고 있기 때문에 수학적인 정의들이 각각이 다르다.

### 자연수
페아노 공리계에서 자연수 집합 {\displaystyle \mathbb {N} }은 다음 다섯개의 공리로 정해진다.
1. {\displaystyle 1\in \mathbb {N} }
2. {\displaystyle \forall n\in \mathbb {N} ,\;\exists ':\mathbb {N} \to \mathbb {N} ,\;n'\in \mathbb {N} }
3. {\displaystyle !\exists n\in \mathbb {N} ,\;n'=1}
4. {\displaystyle \forall m\in \mathbb {N} ,\;n'=m'\Rightarrow n=m}
5. {\displaystyle S\subset \mathbb {N} ,1\in S,s\in S,s'\in S\Rightarrow S=\mathbb {N} }

여기서 '는 계승자를 나타내는 사상으로 n'은 n의 다음 자연수를 의미한다. 자연수 집합에 0을 추가한 집합 {\displaystyle \mathbb {N} ^{+}}에 대해서, 덧셈은 다음과 같이 귀납적으로 정의된다. 
- {\displaystyle n+0=n},
- {\displaystyle n+m'=(n+m)'}

임의의 자연수는 0 또는 다른 자연수의 다음 자연수이므로, 임의의 {\displaystyle n\in \mathbb {N} ^{+}}의 오른쪽에 자연수를 더하는 것은 항상 두 경우 중 하나와 일치한다. 자연수 덧셈의 교환법칙과 결합법칙은 수학적 귀납법을 통해 증명할 수 있다.

### 정수
두 정수를 각각 자연수의 차 {\displaystyle n=a-b}, {\displaystyle m=c-d}로 표현할 때 ({\displaystyle a}, {\displaystyle b}, {\displaystyle c}, {\displaystyle d}는 자연수), 정수의 합은 {\displaystyle n+m=(a+c)-(b+d)}으로 정의한다. 이때, {\displaystyle a+c}와 {\displaystyle b+d}는 자연수에서 정의된 덧셈의 결과이다.

### 유리수
유리수에서는 덧셈을 다음과 같이 정의한다. 두 유리수를 정수의 비 {\displaystyle {\frac {a}{b}}}, {\displaystyle {\frac {c}{d}}} ({\displaystyle a}, {\displaystyle b}, {\displaystyle c}, {\displaystyle d}는 정수이고 {\displaystyle b}와 {\displaystyle d}는 0이 아니다) 로 표현할 때, 유리수의 합은 다음과 같다.
{\displaystyle {\frac {a}{b}}+{\frac {c}{d}}={\frac {ad+bc}{bd}}}
분수는 유리수의 표기법이므로, 이 정의를 사용하여 분수의 덧셈을 할 수 있다. 예를 들어, {\displaystyle {\frac {2}{5}}+{\frac {3}{4}}={\frac {2\cdot 4+3\cdot 5}{4\cdot 5}}={\frac {23}{20}}}이다.

### 실수
실수를 유리수의 완비 거리 공간으로 생각하였을 때, 각 실수는 유리수의 코시 열의 극한값이다. 두 실수 {\displaystyle r=\lim _{n\to \infty }a_{n}}, {\displaystyle s=\lim _{n\to \infty }b_{n}}({\displaystyle \{a_{n}\},\{b_{n}\}}은 유리수의 코시 열) 에 대해 실수의 합은 각 유리수열에 대해 항 별로 덧셈을 하여 극한을 취한 결과인 {\displaystyle r+s=\lim _{n\to \infty }(a_{n}+b_{n})}으로 정의한다.

### 복소수
복소수의 덧셈은 실수부와 허수부를 각각 더한 결과로 정의한다. 두 복소수 {\displaystyle z=a+bi}, {\displaystyle w=c+di} ({\displaystyle a,b,c,d}는 실수)에 대해, 복소수의 합은 {\displaystyle z+w=(a+c)+(b+d)i}으로 정의한다. 이때 {\displaystyle a+c,b+d}는 실수에서 정의된 덧셈의 결과이다.

## 성질

### 교환법칙
덧셈에서는 교환법칙이 성립한다. 이는 덧셈을 할 때 피연산자의 배치 순서를 바꾸어도 항상 같은 결과를 얻는다는 것을 의미한다. 즉, 모든 {\displaystyle a,b}에 대해
{\displaystyle a+b=b+a\,}
가 성립한다.

### 결합법칙
덧셈에서는 결합법칙도 성립한다. 이는 세 피연산자에 대해 덧셈을 할 때 어떤 쌍을 처음 더한 후 다른 하나를 더할 때 항상 같은 결과를 얻는다는 것을 의미한다. 즉, 모든 {\displaystyle a}, {\displaystyle b}, {\displaystyle c}에 대해
{\displaystyle a+(b+c)=(a+b)+c\,}
가 성립한다. 결합법칙에 의해, {\displaystyle a+b+c}라는 표현은 {\displaystyle (a+b)+c} 와 {\displaystyle a+(b+c)} 중 어느 것으로 해석되더라도 같은 결과를 얻으므로 의미가 모호하지 않다.

### 항등원
덧셈의 항등원은 0이다. 즉, 모든 {\displaystyle a}에 대해
{\displaystyle a+0=0+a=a\,}
가 성립한다.

## 더하기표
| + | 0 | 1  | 2  | 3  | 4  | 5  | 6  | 7  | 8  | 9  |
| - | - | -- | -- | -- | -- | -- | -- | -- | -- | -- |
| 0 | 0 | 1  | 2  | 3  | 4  | 5  | 6  | 7  | 8  | 9  |
| 1 | 1 | 2  | 3  | 4  | 5  | 6  | 7  | 8  | 9  | 10 |
| 2 | 2 | 3  | 4  | 5  | 6  | 7  | 8  | 9  | 10 | 11 |
| 3 | 3 | 4  | 5  | 6  | 7  | 8  | 9  | 10 | 11 | 12 |
| 4 | 4 | 5  | 6  | 7  | 8  | 9  | 10 | 11 | 12 | 13 |
| 5 | 5 | 6  | 7  | 8  | 9  | 10 | 11 | 12 | 13 | 14 |
| 6 | 6 | 7  | 8  | 9  | 10 | 11 | 12 | 13 | 14 | 15 |
| 7 | 7 | 8  | 9  | 10 | 11 | 12 | 13 | 14 | 15 | 16 |
| 8 | 8 | 9  | 10 | 11 | 12 | 13 | 14 | 15 | 16 | 17 |
| 9 | 9 | 10 | 11 | 12 | 13 | 14 | 15 | 16 | 17 | 18 |

## 곱셈과의 관계
같은 수를 여러 번 더한 것을 곱셈이라고 한다.

## 같이 보기
- 암산
- 복면산